# Escou
Escou is een gemeente in het Franse departement Pyrénées-Atlantiques (regio Nouvelle-Aquitaine) en telt 385 inwoners (2005). De plaats maakt deel uit van het arrondissement Oloron-Sainte-Marie.

## Geografie
De oppervlakte van Escou bedraagt 6,2 km², de bevolkingsdichtheid is 62,1 inwoners per km².
De onderstaande kaart toont de ligging van Escou met de belangrijkste infrastructuur en aangrenzende gemeenten.

## Demografie
Onderstaande figuur toont het verloop van het inwonertal (bron: INSEE-tellingen).